# Minniza levisetosa
Minniza levisetosa är en spindeldjursart som beskrevs av Volker Mahnert 1991. Minniza levisetosa ingår i släktet Minniza och familjen Olpiidae. Inga underarter finns listade i Catalogue of Life.